# Панорама (дем Касандра)
Вижте пояснителната страница за други значения на Панорама.
Панорама (на гръцки: Πανόραμα) е село в Егейска Македония, Гърция, в дем Касандра в административна област Централна Македония. Панорама е разположено в центъра на южния край на полуостров Касандра - най-западният ръкав на Халкидическия полуостров, на няколко километра над село от Певкохори. Към 2001 година е без постоянно население.